# Giovanni Stern
Giovanni Stern (Roma, 1734 – Roma, 1794) è stato un architetto italiano.

## Biografia
L'architetto romano Giovanni Stern, padre di Raffaele Stern e figlio del pittore tardo barocco Ludovico Stern, apparteneva ad una famiglia di origine bavarese, che ha dato pittori e architetti. Fu tra i più sensibili e colti esponenti di punta del pieno Neoclassicismo europeo. Tradusse in opere, come il Salone d'oro di Palazzo Chigi a Roma (1765-1767), una raffinata versione del corrente gusto protoneoclassico, nel quale coesistevano ibridamente architetture d'interni di essenziale spazialità, adorne di delicati motivi greco-romani, con arredi di fastosa concezione tardo-rococò. La misura compositiva, la sintassi decorativa e l'apparato ornamentale della partitura architettonica attingevano in parte dai repertori di antichità romane di Piranesi, e dall'iconografia delle antichità di Ercolano e Pompei (gusto alla moda, all'epoca importato da Robert Adam in Gran Bretagna ad opera di decoratori di formazione romana), ma anche direttamente dai monumenti antichi e rinascimentali, rifondendo il tutto in chiave di un'eleganza, improntata ad un'armonia e ad un decoro di ispirazione winckelmanniana.
Al restauro della vignolesca Villa Giulia, commissionato da Clemente XIV e realizzato fra il 1769 e il 1777, seguì nel 1784, dopo un decennio di elaborazione, la pubblicazione di un pregevole volume in-folio di trenta tavole sulla villa papale, celebre monumento del Manierismo architettonico, allo studio del quale sin dal tardo Seicento si dedicavano gli architetti stranieri: fra questi, ne eseguirono rilievi Gilles-Marie Oppenord (1697 circa), William Chambers (1754), Robert Adam (1755-56),  Christian Frederik Hansen e Peter Joseph Krahe (1783-84). Il volume di Stern fu un prodotto di rilievo di quella corrente architettonica tardosettecentesca di rivalutazione del "buon Cinquecento" italiano (quello aureo di Andrea Palladio e Jacopo Barozzi da Vignola), teorizzata in particolare da Francesco Milizia, la quale si pose in parallelo col movimento rivolto filologicamente all'antico del Neoclassicismo, proseguendo in tal senso nel filone puristico ottocentesco rappresentato da Raffaele Stern e dai suoi allievi della Romana Accademia di San Luca.
Di Giovanni Stern si ricorda peraltro il progetto di una casa d'abitazione, posta all'angolo fra la piazzetta di Campo Marzio e via della Stelletta, a Roma.